# Litsea aestivalis
Litsea aestivalis är en lagerväxtart som först beskrevs av Carl von Linné, och fick sitt nu gällande namn av Merritt Lyndon Fernald. Litsea aestivalis ingår i släktet Litsea och familjen lagerväxter. Inga underarter finns listade i Catalogue of Life.